# 6614 Antisthenes
6614 Antisthenes este o planetă minoră (asteroid), cu un diametru de 9,215 km, din centura de asteroizi. A fost descoperită pe 24 septembrie 1960 la Observatorul Palomar de Cornelis Johannes van Houten și a fost numită după Antistene. 
Obiectul prezintă o orbită caracterizată de o semiaxă mare de 2,4842266 UAi, o excentricitate de 0,16, o înclinație de 5,58258 ° în raport cu ecliptica.